# Associazione Sportiva Bari 2009-2010
Questa voce raccoglie le informazioni riguardanti l'Associazione Sportiva Bari nelle competizioni ufficiali della stagione 2009-2010.

## Stagione

### Precampionato e Coppa Italia

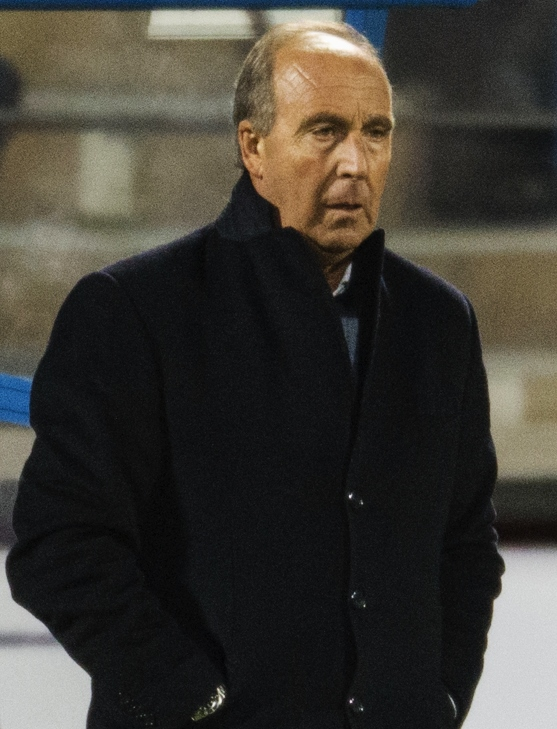
Gian Piero Ventura, allenatore del Bari dall'estate 2009 all'inverno 2011.

Dopo la partenza di Antonio Conte, avvenuta il 23 giugno 2009 viene designato come suo sostituto Gian Piero Ventura. Alla conferenza stampa di presentazione il coach genovese dichiara: «sono un allenatore che allena per libidine».
Per il mercato estivo sono poche le operazioni del club pugliese a titolo definitivo e numerosi i prestiti, accompagnati da alcune compartecipazioni. La società biancorossa conferma buona parte della squadra vincitrice del campionato di Serie B, vengono ceduti Esposito a titolo definitivo, e Galasso e Caputo in prestito alla Salernitana in serie cadetta; Guberti rimane svincolato e non rinnova il contratto con il Bari. Fra gli altri viene acquistato il centrocampista Massimo Donati a titolo definitivo dal Celtic Glasgow (calciatore con esperienze passate anche in diverse formazioni di Serie A italiana), e in prestito dalla Juventus il centrocampista Sergio Bernardo Almirón. Diverse operazioni sono effettuate sui giovani.
Il 12 luglio comincia la stagione 2009-2010 per il Bari, tornato in Serie A dopo 8 anni di cadetteria, con la squadra in ritiro in Val Ridanna (BZ, la stessa sede del ritiro dell'anno precedente). All'esordio stagionale in Coppa Italia, al San Nicola il 15 agosto, la squadra biancorossa viene eliminata dall'Empoli 5-4 ai tiri di rigore, decisivo l'errore di Andrea Masiello; i 120 minuti di gioco si erano conclusi con il punteggio di 1-1.
Il 18 agosto viene formalizzato il passaggio del 100% delle azioni societarie dalla famiglia Matarrese al magnate texano Timothy L. Barton, che dovrebbe assumere la carica di presidente dal 31 ottobre. Il costo dell'operazione sarebbe di 25 milioni di euro.

### Girone d'andata
I galletti esordiscono in campionato al Meazza di Milano contro l'Inter di José Mourinho, disputando una buona gara e sfiorando la vittoria nei minuti finali con due tiri di Rivas, di poco alti sulla traversa. Seguono altri due pareggi con Bologna e Palermo. In 4ª giornata la vittoria in casa 4-1 contro l'Atalanta: a segno una volta Barreto (la sua prima in Serie A con il Bari), tornato a giocare dopo un infortunio. Dopo la prima sconfitta in campionato in casa con il Cagliari, altri due pareggi tra cui quello al Meazza con il Milan, dove il gioco del Bari viene giudicato migliore di quello rossonero (in diverse circostanze i biancorossi trovano pronto il portiere milanista Storari).
Il 30 settembre la famiglia Matarrese annuncia in un comunicato l'interruzione della trattativa per la vendita dell'azienda, a causa del mancato versamento della caparra da parte di Burton.
Nella 8ª e 9ª giornata il Bari raccoglie due vittorie consecutive, la prima in trasferta 1-2 contro il ChievoVerona, prima esterna in questa stagione di campionato. Fino a fine girone d'andata il Bari alterna vittorie a sconfitte, assieme a qualche pareggio. Nella sconfitta di Roma, 3-1 contro i giallorossi, all'Olimpico ci sono più di diecimila tifosi biancorossi, in una che sarà fra le trasferte più seguite nella storia del Bari. Contro la Juventus, il 12 dicembre in uno Stadio San Nicola pieno, i pugliesi si aggiudicano i tre punti al termine di una gara combattuta, 3-1 il risultato finale; la prestazione dei biancorossi viene giudicata positiva (questa gara apre una crisi per la Signora, allenata da Ferrara).
A fine girone d'andata il Bari è al nono posto, a un punto dalla zona UEFA Europa League (nella stagione 2009-2010 è ammessa a tale competizione anche la settima classificata), con la seconda miglior difesa del campionato assieme alla Lazio con 18 reti subite, ed è considerata una delle rivelazioni della Serie A 2009-2010. Il gioco impartito da Ventura riscuote diversi apprezzamenti e Ventura le simpatie dei tifosi baresi. Barreto e Almiron sono diventati i beniamini della tifoseria.

### Girone di ritorno
Il mercato invernale vede l'acquisto a titolo definitivo della punta Ignacio Castillo, voluto da Ventura (che lo ha allenato alcuni anni prima nel Pisa), e il prestito di altri quattro giovani giocatori (due centrocampisti e due difensori).
Il girone di ritorno si apre con un'altra prova dei galletti giudicata avvincente, contro l'Inter capolista nell'anticipo serale, in cui i baresi prevalgono sui nerazzurri per i primi 65 minuti, divertendo gli spettatori e andando in doppio vantaggio con due rigori siglati da Barreto; vengono poi raggiunti sul 2-2 finale. La formazione milanese contesta la mancata espulsione di Bonucci per fallo da ultimo uomo in occasione del rigore agli interisti al 74º minuto (poi trasformato in 2-2 dal principe Milito). Dopo la seguente sconfitta di Bologna, i biancorossi ottengono la vittoria di goleada, 4-2 in casa contro il Palermo di Pastore e Cavani, al termine di un incontro ancora gradito al pubblico (per i siciliani viene espulso Liverani al 57º minuto). Dopo una flessione di un mese, chiusa dallo 0-4 subìto a Catania, il Bari ottiene due vittorie come all'andata contro Chievo e Lazio, proseguendo la serie positiva per altre tre giornate fino allo stop 0-1 in casa contro la Roma in lotta per lo scudetto, che apre un nuovo mese di sconfitte consecutive. Alla fine della 36ª giornata i pugliesi sono salvi, con tre settimane d'anticipo sulla fine del campionato in virtù della vittoria interna 3-0 sul Genoa e del pareggio dell'Atalanta con il Bologna. Nelle ultime tre giornate il Bari ricava sette punti e chiude la stagione al decimo posto con 50 punti, mai raggiunti dai biancorossi in massima serie.

## Divise e sponsor
Lo sponsor tecnico per la stagione 2009-2010 è l'Erreà, mentre lo sponsor ufficiale è Radionorba. L'11 dicembre 2009 si aggiunge come sponsor ufficiale del Bari la Banca Popolare di Bari, sottoscrivendo un accordo biennale.
| Prima divisa | Seconda Divisa | Terza Divisa |

## Organigramma societario
- Presidente: Vincenzo Matarrese
- Amministratore delegato: Salvatore Matarrese
- Consiglieri: Salvatore Matarrese, Domenico De Bartolomeo
- Team manager: Luciano Tarantino
- Segretario generale: Pietro Doronzo
- Responsabile area comunicazione: Master Group Sport
- Ufficio marketing: Palmalisa Matarrese
- Capo ufficio stampa: Saverio De Bellis
- Ufficio stampa: Fabio Foglianese
- Relatore osservatori: Vincenzo Tavarilli
- Responsabile osservatori: Daniele Faggiano

Area tecnica
- Direttore sportivo: Giorgio Perinetti
- Allenatore: Gian Piero Ventura
- Allenatore in seconda: Salvatore Sullo
- Preparatori atletici: Alessandro Innocenti, Stefano Boggia
- Preparatore dei portieri: Giuseppe Zinetti

Area sanitaria
- Responsabile sanitario: Prof. Michele Pizzolorusso
- Medico: Dott. Stefano Lopiano
- Massofisioterapista: Marco Terzi
- Fisioterapista: Marco Vespasiani

## Rosa
Aggiornato al 1º febbraio 2010.
| N. |                      | Ruolo | Calciatore                      |
| -- | -------------------- | ----- | ------------------------------- |
| 1  | Belgio (bandiera)    | P     | Jean François Gillet (capitano) |
| 2  | Italia (bandiera)    | A     | Antonio Caracciolo              |
| 3  | Mali (bandiera)      | D     | Souleymane Diamoutene           |
| 4  | Argentina (bandiera) | C     | Sergio Bernardo Almirón         |
| 5  | Italia (bandiera)    | D     | Andrea Masiello                 |
| 6  | Argentina (bandiera) | C     | Ignacio Castillo                |
| 6  | Spagna (bandiera)    | C     | Iago Falqué                     |
| 7  | Argentina (bandiera) | C     | Emanuel Rivas                   |
| 8  | Ungheria (bandiera)  | C     | András Gosztonyi                |
| 8  | Italia (bandiera)    | C     | Filippo Antonelli Agomeri       |
| 9  | Italia (bandiera)    | C     | Daniele De Vezze                |
| 10 | Brasile (bandiera)   | A     | Paulo Vitor Barreto             |
| 11 | Ungheria (bandiera)  | C     | Vladimir Koman                  |
| 12 | Italia (bandiera)    | P     | Ilario Lamberti                 |
| 13 | Italia (bandiera)    | D     | Andrea Ranocchia                |
| 14 | Italia (bandiera)    | C     | Alessandro Gazzi                |
| 15 | Italia (bandiera)    | D     | Nicola Belmonte                 |
| 16 | Italia (bandiera)    | C     | Massimo Donati                  |
| 17 | Italia (bandiera)    | C     | Salvatore Masiello              |

| N. |                         | Ruolo | Calciatore          |
| -- | ----------------------- | ----- | ------------------- |
| 18 | Italia (bandiera)       | A     | Giuseppe Greco      |
| 19 | Italia (bandiera)       | D     | Leonardo Bonucci    |
| 20 | Bielorussia (bandiera)  | A     | Vitali Kutuzaŭ      |
| 21 | Italia (bandiera)       | D     | Alessandro Parisi   |
| 22 | Argentina (bandiera)    | C     | Mariano Donda       |
| 23 | Italia (bandiera)       | A     | Antonio Langella    |
| 25 | Italia (bandiera)       | P     | Daniele Padelli     |
| 26 | Italia (bandiera)       | D     | Marco Pisano        |
| 27 | Italia (bandiera)       | D     | Cristian Stellini   |
| 30 | Italia (bandiera)       | C     | Riccardo Allegretti |
| 35 | Italia (bandiera)       | C     | Marco Crimi         |
| 37 | Italia (bandiera)       | C     | Matteo Paro         |
| 69 | Italia (bandiera)       | A     | Riccardo Meggiorini |
| 77 | Italia (bandiera)       | C     | Alessio Sestu       |
| 88 | RD del Congo (bandiera) | C     | Pedro Kamata        |
| 89 | Italia (bandiera)       | A     | Armando Visconti    |
| 90 | Honduras (bandiera)     | C     | Edgar Álvarez       |
| 99 | Italia (bandiera)       | A     | Ferdinando Sforzini |

## Calciomercato
Tutti i movimenti di mercato della stagione 2009-2010 sono riportati in (EN) Transfers of AS Bari, su transfermarkt.co.uk. URL consultato il 2 febbraio 2010 (archiviato dall'url originale il 30 gennaio 2010).

### Sessione estiva(dall'1/7 al 31/8)
| Acquisti | Acquisti                  | Acquisti   | Acquisti                           |
| R.       | Nome                      | da         | Modalità                           |
| -------- | ------------------------- | ---------- | ---------------------------------- |
| P        | Daniele Padelli           | Sampdoria  | prestito                           |
| P        | Ilario Lamberti           | Sapri      | definitivo (0,067 milioni €)       |
| P        | Vitangelo Spadavecchia    | Sorrento   | fine prestito                      |
| D        | Nicola Belmonte           | Siena      | compartecipazione                  |
| D        | Leonardo Bonucci          | Genoa      | compartecipazione (1,78 milioni €) |
| D        | Souleymane Diamoutene     | Lecce      | prestito                           |
| D        | Ivan Loseto               | Verona     | definitivo                         |
| C        | Riccardo Allegretti       | Triestina  | definitivo (0,2 milioni €)         |
| C        | Sergio Bernardo Almirón   | Juventus   | prestito                           |
| C        | Edgar Álvarez             | Roma       | definitivo (0,4 milioni €)         |
| C        | Filippo Antonelli Agomeri | svincolato | -                                  |
| C        | Filippo Carobbio          | svincolato | -                                  |
| C        | Massimo Donati            | Celtic     | definitivo (1 milioni €)           |
| C        | Iago Falqué               | Juventus   | prestito                           |
| C        | Vladimir Koman            | Sampdoria  | prestito (0,2 milioni €)           |
| C        | Matteo Paro               | Genoa      | prestito (0,45 milioni €)          |
| C        | Ivan Rajčić               | Frosinone  | fine prestito                      |
| C        | Nicola Strambelli         | Taranto    | fine prestito                      |
| A        | Simone Cavalli            | Frosinone  | fine prestito                      |
| A        | Giuseppe Greco            | Genoa      | prestito                           |
| A        | Antonio Langella          | Udinese    | compartecipazione (0,89 milioni €) |
| A        | Riccardo Meggiorini       | Genoa      | comproprietà (2,2 milioni €)       |
| A        | Ferdinando Sforzini       | Udinese    | prestito (0,3 milioni €)           |
| A        | Rey Volpato               | Piacenza   | fine prestito                      |
| A        | Armando Visconti          | svincolato | -                                  |

| Cessioni | Cessioni            | Cessioni       | Cessioni                             |
| R.       | Nome                | a              | Modalità                             |
| -------- | ------------------- | -------------- | ------------------------------------ |
| P        | Nicola Santoni      |                | ritirato                             |
| D        | Raffaele Bianco     | Juventus       | fine prestito                        |
| P        | Mauro Boerchio      | Lecco          | prestito                             |
| D        | Simone Bonomi       | Perugia        | definitivo                           |
| D        | Marco Esposito      | Mantova        | definitivo                           |
| D        | Ivan Loseto         | Noicattaro     | prestito                             |
| C        | Filippo Carobbio    | Grosseto       | prestito                             |
| C        | Andrea Carozza      | Barletta       | definitivo                           |
| C        | Almamy Doumbia      | Fidelis Andria | risoluzione compr. (0,089 milioni €) |
| C        | Mark Edusei         |                | svincolato                           |
| C        | Gianluca Galasso    | Salernitana    | prestito                             |
| C        | Stefano Guberti     |                | svincolato                           |
| C        | Giuseppe Statella   | Salernitana    | prestito                             |
| A        | Antonino Bonvissuto | Crotone        | prestito                             |
| A        | Francesco Caputo    | Salernitana    | prestito                             |
| A        | Simone Cavalli      | Mantova        | prestito                             |
| A        | Corrado Colombo     | Verona         | definitivo                           |
| A        | Davide Lanzafame    | Palermo        | fine prestito                        |
| A        | Luigi Rana          | Paganese       | prestito                             |

### Sessione invernale(dal 2/1 al 1/2)
| Acquisti | Acquisti           | Acquisti     | Acquisti                   |
| R.       | Nome               | da           | Modalità                   |
| -------- | ------------------ | ------------ | -------------------------- |
| D        | Antonio Caracciolo | Pavia        | prestito                   |
| D        | Marco Pisano       | Torino       | prestito                   |
| C        | Alessio Sestu      | L.R. Vicenza | prestito                   |
| C        | András Gosztonyi   | MTK Budapest | prestito                   |
| A        | Ignacio Castillo   | Fiorentina   | definitivo (0,7 milioni €) |

| Cessioni | Cessioni                  | Cessioni  | Cessioni      |
| R.       | Nome                      | a         | Modalità      |
| -------- | ------------------------- | --------- | ------------- |
| P        | Mauro Boerchio            | Pro Sesto | prestito      |
| P        | Vitangelo Spadavecchia    |           | svincolato    |
| D        | Christian Conti           | Como      | prestito      |
| C        | Filippo Antonelli Agomeri | Torino    | prestito      |
| C        | Iago Falqué               | Juventus  | fine prestito |
| C        | Matteo Paro               | Piacenza  | prestito      |
| C        | Ivan Rajčić               | Taranto   | prestito      |
| C        | Giuseppe Statella         | Torino    | prestito      |
| A        | Giuseppe Greco            | Cesena    | prestito      |
| A        | Luigi Rana                | Nocerina  | prestito      |
| A        | Rey Volpato               | Gallipoli | prestito      |

## Risultati

### Serie A

#### Girone di andata
| Arbitro: | Russo (Nola) |

|                  |           |             |
| Eto'o 56’ (rig.) | Marcatori | 74’ Kutuzov |

| Bari 29 agosto 2009, ore 18:00 CEST 2ª giornata | Bari               | 0 – 0 referto | Bologna | Stadio San Nicola (21.336 spett.)\| Arbitro: \| Velotto (Grosseto) \| |
| Arbitro:                                        | Velotto (Grosseto) |               |         |                                                                       |

| Arbitro: | Romeo (Verona) |

|           |           |               |
| Budan 91’ | Marcatori | 2’ Allegretti |

| Arbitro: | Tommasi (Bassano del Grappa) |

|                                            |           |             |
| Rivas 7’ Barreto 9’ Álvarez 39’ Donati 61’ | Marcatori | 84’ Bellini |

| Arbitro: | Calvarese (Teramo) |

|  |           |          |
|  | Marcatori | 77’ Nenê |

| Milano 27 settembre 2009, ore 20:45 CEST 6ª giornata | Milan           | 0 – 0 referto | Bari | Stadio Giuseppe Meazza (37.354 spett.)\| Arbitro: \| Brighi (Cesena) \| |
| Arbitro:                                             | Brighi (Cesena) |               |      |                                                                         |

| Bari 3 ottobre 2009, ore 18:00 CEST 7ª giornata | Bari           | 0 – 0 referto | Catania | Stadio San Nicola (16.778 spett.)\| Arbitro: \| Romeo (Verona) \| |
| Arbitro:                                        | Romeo (Verona) |               |         |                                                                   |

| Arbitro: | Candussio (Cervignano del Friuli) |

|             |           |                          |
| Bogdani 82’ | Marcatori | 3’ Almiron 65’ Ranocchia |

| Arbitro: | Peruzzo (Schio) |

|                            |           |  |
| Barreto 11’ Meggiorini 69’ | Marcatori |  |

| Arbitro: | Baracani (Firenze) |

|                          |           |  |
| Božinov 58’ Paloschi 66’ | Marcatori |  |

| Genova 1º novembre 2009, ore 15:00 CET 11ª giornata | Sampdoria     | 0 – 0 referto | Bari | Stadio Luigi Ferraris (26.179 spett.)\| Arbitro: \| Valeri (Roma) \| |
| Arbitro:                                            | Valeri (Roma) |               |      |                                                                      |

| Arbitro: | Mazzoleni (Bergamo) |

|               |           |  |
| Allegretti 6’ | Marcatori |  |

| Arbitro: | Gava (Conegliano) |

|                           |           |                      |
| Totti 6’ (rig.), 14’, 28’ | Marcatori | 73’ (aut.) Andreolli |

| Arbitro: | Candussio (Cervignano del Friuli) |

|                          |           |               |
| A.Masiello 78’ Greco 93’ | Marcatori | 3’ Vergassola |

| Arbitro: | Romeo (Verona) |

|                                  |           |                           |
| Quagliarella 54’, 88’ Maggio 72’ | Marcatori | 49’ Barreto 62’ Ranocchia |

| Arbitro: | Tagliavento (Terni) |

|                                              |           |               |
| Meggiorini 7’ Barreto 44’ (rig.) Almirón 81’ | Marcatori | 23’ Trezeguet |

| Arbitro: | Saccani (Mantova) |

|               |           |            |
| Milanetto 52’ | Marcatori | 4’ Barreto |

| Arbitro: | Mazzoleni (Bergamo) |

|                           |           |  |
| Meggiorini 6’ Barreto 68’ | Marcatori |  |

| Arbitro: | Gervasoni (Mantova) |

|                       |           |             |
| Mutu 38’ Castillo 74’ | Marcatori | 25’ Barreto |

#### Girone di ritorno
| Arbitro: | Rosetti (Torino) |

|                                |           |                              |
| Barreto 60’ (rig.), 63’ (rig.) | Marcatori | 69’ Pandev 74’ (rig.) Milito |

| Arbitro: | Gava (Conegliano) |

|                  |           |             |
| Giménez 54’, 72’ | Marcatori | 39’ Barreto |

| Arbitro: | De Marco (Chiavari) |

|                                                    |           |                        |
| Bonucci 5’ Álvarez 7’ Barreto 62’ (rig.) Koman 85’ | Marcatori | 28’ Cavani 54’ Pastore |

| Arbitro: | Banti (Livorno) |

|                |           |  |
| Tiribocchi 82’ | Marcatori |  |

| Arbitro: | Velotto (Grosseto) |

|                                     |           |                |
| Conti 13’ Nenê 30’ Gazzi 53’ (aut.) | Marcatori | 52’ S.Masiello |

| Arbitro: | Gava (Conegliano) |

|  |           |                        |
|  | Marcatori | 43’ Borriello 67’ Pato |

| Arbitro: | Peruzzo (Schio) |

|                                                  |           |  |
| Ricchiuti 4’ Llama 40’ Morimoto 81’ Martinez 91’ | Marcatori |  |

| Arbitro: | Pinzani (Empoli) |

|              |           |  |
| Castillo 20’ | Marcatori |  |

| Arbitro: | Rizzoli (Bologna) |

|  |           |                         |
|  | Marcatori | 51’ Almiron 64’ Álvarez |

| Arbitro: | Guida (Torre Annunziata) |

|                |           |              |
| A.Masiello 85’ | Marcatori | 36’ D.Zenoni |

| Arbitro: | Russo (Nola) |

|                            |           |             |
| Meggiorini 58’ Barreto 86’ | Marcatori | 19’ Cassano |

| Arbitro: | Saccani (Mantova) |

|            |           |                |
| Tavano 85’ | Marcatori | 24’ Allegretti |

| Arbitro: | Rizzoli (Bologna) |

|  |           |             |
|  | Marcatori | 19’ Vučinić |

| Arbitro: | Mazzoleni (Bergamo) |

|                           |           |                        |
| Ghezzal 18’, 62’ Rosi 66’ | Marcatori | 13’ Rivas 22’ Castillo |

| Arbitro: | Bergonzi (Genova) |

|             |           |                  |
| Almirón 75’ | Marcatori | 28’, 57’ Lavezzi |

| Arbitro: | Gervasoni (Mantova) |

|                                        |           |  |
| Iaquinta 53’, 86’ Del Piero 69’ (rig.) | Marcatori |  |

| Arbitro: | Tommasi (Bassano del Grappa) |

|                                         |           |  |
| Meggiorini 57’ Castillo 85’ Barreto 89’ | Marcatori |  |

| Arbitro: | Pinzani (Empoli) |

|                             |           |                                   |
| Di Natale 21’, 63’ Pepe 26’ | Marcatori | 18’ Barreto 39’ Koman 93’ Almirón |

| Arbitro: | Giancola (Vasto) |

|                        |           |  |
| Stellini 36’ Rivas 95’ | Marcatori |  |

### Coppa Italia

#### Turni preliminari
| Arbitro: | Gava (Conegliano) |

|                                              |                      |                                     |
| G.Greco 80’ (rig.)                           | Marcatori            | 76’ (rig.) Lodi                     |
| Stellini G.Greco Bonucci A.Masiello De Vezze | Tiri di rigore 4 – 5 | Lodi Vannucchi Éder Coralli Piccolo |

## Statistiche

### Statistiche di squadra
| Competizione | Punti | In casa | In casa | In casa | In casa | In casa | In casa | In trasferta | In trasferta | In trasferta | In trasferta | In trasferta | In trasferta | Totale | Totale | Totale | Totale | Totale | Totale | DR |
| Competizione | Punti | G       | V       | N       | P       | Gf      | Gs      | G            | V            | N            | P            | Gf           | Gs           | G      | V      | N      | P      | Gf     | Gs     | DR |
| ------------ | ----- | ------- | ------- | ------- | ------- | ------- | ------- | ------------ | ------------ | ------------ | ------------ | ------------ | ------------ | ------ | ------ | ------ | ------ | ------ | ------ | -- |
| Serie A      | 50    | 19      | 11      | 4       | 4       | 30      | 15      | 19           | 2            | 7            | 10           | 19           | 34           | 38     | 13     | 11     | 14     | 49     | 49     | 0  |
| Coppa Italia | -     | 1       | 0       | 1       | 0       | 1       | 1       | -            | -            | -            | -            | -            | -            | 1      | 0      | 1      | 0      | 1      | 1      | 0  |
| Totale       | 50    | 20      | 11      | 5       | 4       | 31      | 16      | 19           | 2            | 7            | 10           | 19           | 34           | 38     | 13     | 12     | 14     | 50     | 50     | 0  |

### Andamento in campionato
| Giornata  | 1 | 2  | 3  | 4 | 5  | 6  | 7  | 8 | 9 | 10 | 11 | 12 | 13 | 14 | 15 | 16 | 17 | 18 | 19 | 20 | 21 | 22 | 23 | 24 | 25 | 26 | 27 | 28 | 29 | 30 | 31 | 32 | 33 | 34 | 35 | 36 | 37 | 38 |
| --------- | - | -- | -- | - | -- | -- | -- | - | - | -- | -- | -- | -- | -- | -- | -- | -- | -- | -- | -- | -- | -- | -- | -- | -- | -- | -- | -- | -- | -- | -- | -- | -- | -- | -- | -- | -- | -- |
| Luogo     | T | C  | T  | C | C  | T  | C  | T | C | T  | T  | C  | T  | C  | T  | C  | T  | C  | T  | C  | T  | C  | T  | T  | C  | T  | C  | T  | C  | C  | T  | C  | T  | C  | T  | C  | T  | C  |
| Risultato | N | N  | N  | V | P  | N  | N  | V | V | P  | N  | V  | P  | V  | P  | V  | N  | V  | P  | N  | P  | V  | P  | P  | P  | P  | V  | V  | N  | V  | N  | P  | P  | P  | P  | V  | N  | V  |
| Posizione | 9 | 12 | 13 | 9 | 12 | 12 | 13 | 9 | 7 | 9  | 11 | 9  | 10 | 8  | 12 | 7  | 8  | 6  | 8  | 9  | 11 | 9  | 9  | 10 | 11 | 13 | 12 | 11 | 11 | 9  | 10 | 10 | 11 | 11 | 12 | 10 | 11 | 10 |

Legenda:

Luogo: C = Casa; T = Trasferta. Risultato: V = Vittoria; N = Pareggio; P = Sconfitta.

### Statistiche di squadra
| Giocatore            | Serie A  | Serie A | Serie A     | Serie A    | Coppa Italia | Coppa Italia | Coppa Italia | Coppa Italia | Totale   | Totale | Totale      | Totale     |
| Giocatore            | Presenze | Reti    | Ammonizioni | Espulsioni | Presenze     | Reti         | Ammonizioni  | Espulsioni   | Presenze | Reti   | Ammonizioni | Espulsioni |
| -------------------- | -------- | ------- | ----------- | ---------- | ------------ | ------------ | ------------ | ------------ | -------- | ------ | ----------- | ---------- |
| R. Allegretti        | 16       | 3       | 2           | 0          | 1            | 0            | 0            | 0            | 17       | 3      | 2           | 0          |
| S. Almiron           | 27       | 5       | 6           | 1          | 0            | 0            | 0            | 0            | 27       | 5      | 6           | 1          |
| E. Álvarez           | 38       | 3       | 1           | 0          | 1            | 0            | 0            | 0            | 39       | 3      | 1           | 0          |
| F. Antonelli Agomeri | 4        | 0       | 0           | 0          | 1            | 0            | 0            | 0            | 5        | 0      | 0           | 0          |
| P. Barreto           | 31       | 14      | 4           | 0          | 0            | 0            | 0            | 0            | 31       | 14     | 4           | 0          |
| N. Belmonte          | 18       | 0       | 4           | 0          | 0            | 0            | 0            | 0            | 18       | 0      | 4           | 0          |
| L. Bonucci           | 38       | 1       | 3           | 0          | 1            | 0            | 0            | 0            | 39       | 1      | 3           | 0          |
| I. Castillo          | 15       | 3       | 1           | 0          | 0            | 0            | 0            | 0            | 15       | 3      | 1           | 0          |
| D. De Vezze          | 9        | 0       | 1           | 0          | 1            | 0            | 0            | 0            | 10       | 0      | 1           | 0          |
| S. Diamoutene        | 3        | 0       | 0           | 0          | 0            | 0            | 0            | 0            | 3        | 0      | 0           | 0          |
| M. Donati            | 32       | 1       | 2           | 0          | 0            | 0            | 0            | 0            | 32       | 1      | 2           | 0          |
| M. Donda             | -        | -       | -           | -          | -            | -            | -            | -            | -        | -      | -           | -          |
| A. Gazzi             | 32       | 0       | 4           | 0          | 1            | 0            | 0            | 0            | 33       | 0      | 4           | 0          |
| J. Gillet            | 37       | -46     | 2           | 0          | 1            | -1           | 0            | 0            | 38       | -47    | 2           | 0          |
| A. Gosztonyi         | 2        | 0       | 0           | 0          | 0            | 0            | 0            | 0            | 2        | 0      | 0           | 0          |
| G. Greco             | 6        | 1       | 0           | 0          | 1            | 1            | 0            | 0            | 7        | 2      | 0           | 0          |
| P. Kamata            | 14       | 0       | 0           | 0          | 0            | 0            | 0            | 0            | 14       | 0      | 0           | 0          |
| V. Koman             | 16       | 2       | 1           | 0          | 1            | 0            | 0            | 0            | 17       | 2      | 1           | 0          |
| V. Kutuzaŭ           | 12       | 1       | 1           | 0          | 1            | 0            | 0            | 0            | 13       | 1      | 1           | 0          |
| I. Lamberti          | -        | -       | -           | -          | -            | -            | -            | -            | -        | -      | -           | -          |
| A. Langella          | 8        | 0       | 3           | 0          | 0            | 0            | 0            | 0            | 8        | 0      | 3           | 0          |
| A. Masiello          | 37       | 2       | 5           | 0          | 1            | 0            | 1            | 0            | 38       | 2      | 6           | 0          |
| S. Masiello          | 26       | 1       | 2           | 0          | 1            | 0            | 1            | 0            | 27       | 1      | 3           | 0          |
| R. Meggiorini        | 30       | 5       | 5           | 0          | 0            | 0            | 0            | 0            | 30       | 5      | 5           | 0          |
| D. Padelli           | 1        | -3      | 0           | 0          | 0            | 0            | 0            | 0            | 1        | -3     | 0           | 0          |
| A. Parisi            | 15       | 0       | 3           | 1          | 0            | 0            | 0            | 0            | 15       | 0      | 3           | 1          |
| M. Paro              | -        | -       | -           | -          | -            | -            | -            | -            | -        | -      | -           | -          |
| M. Pisano            | 1        | 0       | 0           | 0          | 0            | 0            | 0            | 0            | 1        | 0      | 0           | 0          |
| A. Ranocchia         | 17       | 2       | 2           | 1          | 0            | 0            | 0            | 0            | 17       | 2      | 2           | 1          |
| E. Rivas             | 19       | 3       | 1           | 0          | 0            | 0            | 0            | 0            | 19       | 3      | 1           | 0          |
| A. Sestu             | 2        | 0       | 0           | 0          | 0            | 0            | 0            | 0            | 2        | 0      | 0           | 0          |
| F. Sforzini          | 8        | 0       | 0           | 1          | 1            | 0            | 0            | 0            | 9        | 0      | 0           | 1          |
| C. Stellini          | 9        | 1       | 1           | 0          | 1            | 0            | 1            | 0            | 10       | 1      | 2           | 0          |
| A. Visconti          | -        | -       | -           | -          | -            | -            | -            | -            | -        | -      | -           | -          |